# 스위스의 철도

스위스의 철도망

스위스 철도 네트워크는 밀도, 서비스 간의 조정, 다른 운송 수단과의 통합, 적시성, 번성하는 국내 및 알프스 횡단 화물 시스템으로 유명하다. 이것은 트럭 운송에 대한 강력한 규제에 의해 필요하게 되었으며, 적절하게 조정된 복합 물류에 의해 가능하다.
2015년에 스위스는 5,323km 네트워크 길이로 알프스산맥의 약 60%를 덮고 있음에도 불구하고 세계에서 가장 조밀한 철도 네트워크(128.9km/103k㎡, 매우 작은 국가와 도시 국가 제외)를 가질 뿐만 아니라 지표면이지만, 2015년(2015년) 거주자 및 연도당 2,459km의 이동 거리로 세계 선두를 달리고 있다. 증기 기관차가 관광 목적으로만 운행되는 몇몇 트랙을 제외하고는 네트워크의 거의 100%가 전철화되어 있다. 스위스에는 74개의 철도 회사가 있다. 대중교통(주요 교통수단)을 이용하여 출퇴근하는 통근자의 비율은 30%이다. 도로 및 철도(모달 분할)별 상품 운송 실적에서 철도가 차지하는 비율은 39%이다.
스위스는 2017년 유럽 철도 성과 지수(European Railway Performance Index)에서 유럽 국가 철도 시스템 중 사용 강도, 서비스 품질과 강력한 안전 등급으로 1위를 차지했다. 스위스는 특히 여객 교통에 의한 사용 강도가 우수했으며, 서비스 품질 등급이 우수하고 안전 등급이 매우 우수했다. 스위스는 모든 유럽 국가의 평균 비율을 능가하는 비용 대비 성능 비율로 공공 투자의 대가로 높은 가치를 얻었다.
스위스는 국제철도연맹(UIC)의 회원국이다. 스위스의 UIC 국가 코드는 85이다.

## 표준궤 노선

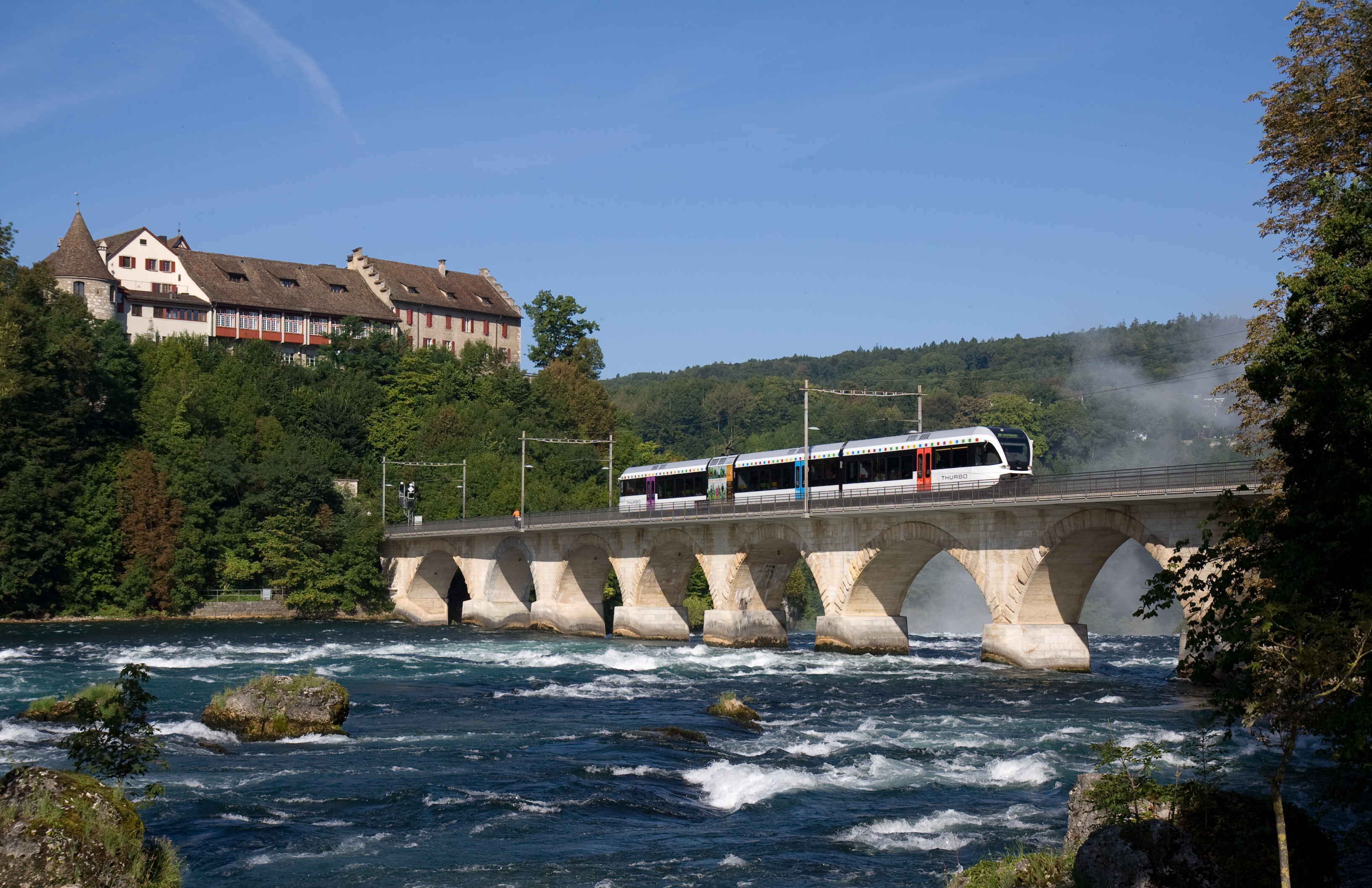
라인 폭포 근처의 레기오날 차량

스위스 철도 네트워크의 4분의 3은 3,773km로 구성된 표준궤이며 대부분 3개 회사에서 관리한다. 주요 기차역은 취리히 HB (근무일 기준 466,800명), 베른 (210,000ppd), 바젤 SBB (114,200ppd), 로잔(108,900ppd), 빈터투어(108,000ppd), 루체른 (96,200 ppd), 취리히 욀리콘(85,700ppd), 취리히 슈타델호펜(83,300ppd), 올텐 (81,300ppd) 및 제네바 (73,700ppd) 등이 있다.

### 스위스 연방 철도
스위스 연방 철도(SBB CFF FFS)는 스위스에서 가장 큰 철도 회사이며, 국내 및 국제 교통 대부분을 처리한다. 이 회사는 스위스고원 지역의 주요 동서 트랙을 운영하여 모든 큰 스위스 도시와 많은 소규모 도시에 서비스를 제공하고, 알프스를 통과하는 남북 경로를 고타드 노선을 통해 고트하르트 베이스 터널(밀라노-키아소-루가노-루체른/ 취리히-바젤선) 및 심플론 터널(도모도솔라에서 브리크-로잔-제네바선)을 통과해서 운행한다.
- 전체 경로 길이: 3,173km[11]

### BLS
BLS(베른- 뢰치베르크-심플론)는 표준궤 네트워크의 10%를 차지하는 다른 주요 회사이다. 뢰치베르크 터널과 브리크에서 SBB의 심플론 터널과 이탈리아까지의 연결을 통해 다른 주요 알파인 루트인 베른-브리크를 관리한다.
- 총 경로 길이: 436km.[13]

### SOB
스위스 쥐토스트반 AG(SOB)는 콘스탄스 호수의 로만스호른에서 장크트갈렌까지 147km(그중 123km)에서 운영된다. 그리고 더 나아가 헤리자우를 경유하여 북동 스위스의 토겐부르크 계곡으로 간다. 바트빌과 라퍼스빌 SOB를 통해 취리히 호수의 제담을 넘어 마침내 로텐투름의 고지대를 넘어 중부 스위스의 아트-골다우까지 내려간다.
명명된 기차 포어알펜 익스프레스(VAE, Pre-Alpine Express)는 쥐토스트반에서 운영한다. 루체른과 장크트갈렌 사이를 매시간 운행한다.

### 타국행 철도
- 표준궤 1,435mm

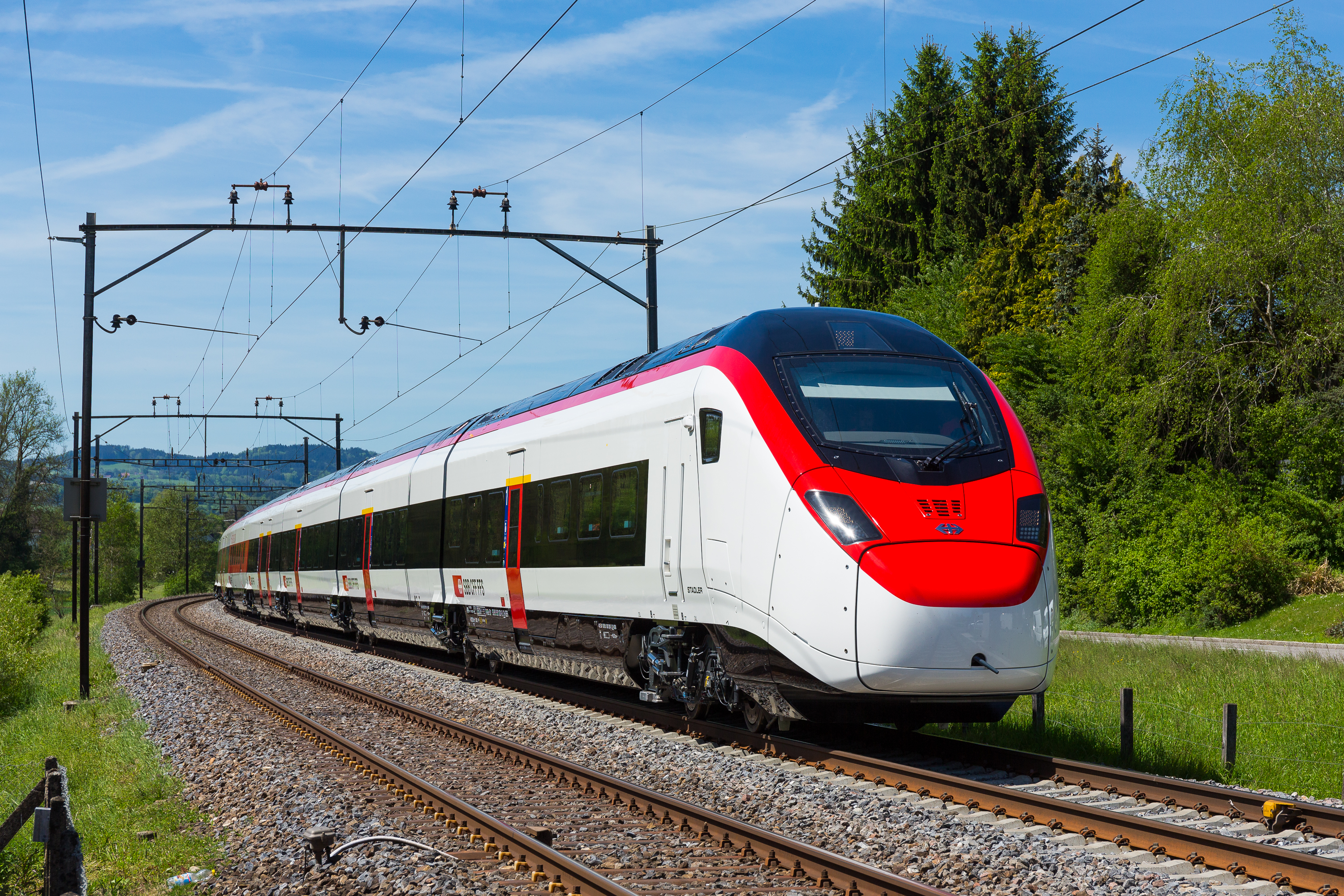
스위스 연방 철도가 운영되는 EC 250 기루노는 57km 길이의 고트하르트 베이스 터널을 통해 알프스산맥을 가로지르는 국제 연결을 제공한다.

  - 오스트리아 – 동일한 전압 15kV, 16.7Hz AC
  - 프랑스 – 전압 변화 15kV, 16.7Hz AC / 25kV, 50Hz AC 또는 1,500V DC
  - 독일 – 동일한 전압 15kV, 16.7Hz AC
  - 이탈리아 – 전압 변화 15kV, 16.7Hz AC / 3kV DC
  - 리히텐슈타인 – 동일한 전압 15kV, 16.7Hz AC

오스트리아와 독일 모두 스위스와 동일한 전압을 사용하지만, 스위스가 더 좁은 집전장치를 사용하기 때문에 전용 기관차 유형이 필요하다.
독일 국영 철도 회사인 도이체반(DB)은 독일 국경에서 DB가 운영하는 바젤 바디셔역까지 국경을 넘는 노선을 소유하고 있다. 또한 주로 독일의 하이 노선 철도와 연결되는 샤프하우젠주를 가로지르는 동서 노선을 소유 및 운영하고 있으며, 스위스 연방 철도와 샤프하우젠역을 공동소유하고 있다.
독일 DB는 바젤, 취리히, 베른, 쿠어 및 인터라켄으로 가는 ICE 서비스를 포함하여 독일에서 스위스 도시까지 장거리 열차를 운행한다. 한편, 스위스 운영자는 슈투트가르트행 정기 EC 서비스와 같이 독일로 여러 열차를 운행한다.
프랑스-스위스 합작 회사인 TGV 리리아는 파리와 남프랑스 사이에 고속 열차를 운행하며 제네바, 로잔, 바젤, 취리히까지 운행한다.
ÖBB의 오스트리아 레일젯은 취리히와 오스트리아의 여러 목적지 사이를 운행한다. 이 서비스는 부흐스를 통해 운행되며, 인스부르크, 잘츠부르크 및 비엔나에 정차한다.
SBB와 트레니탈리아는 스위스와 이탈리아 간 유로시티 서비스를 공동으로 운영한다. 이 서비스는 제네바와 밀라노 사이, 심지어는 심플론 터널을 통해 베니스 사이를 운행하고 있다. 베른과 뢰치베르크 베이스 터널과 및 심플론 터널을 통해 바젤과 밀라노 사이, 고타드 루트를 통해 취리히와 밀라노 사이를 운행한다.